# Eva Quadbeck
Eva Quadbeck (* 2. März 1970 in Heidelberg) ist eine deutsche Journalistin, Chefredakteurin und Leiterin der Hauptstadtredaktion des RND Redaktionsnetzwerks Deutschland.

## Leben
Quadbeck studierte Geschichte am Lehrstuhl von Wolfgang J. Mommsen und Politikwissenschaft an der Heinrich-Heine-Universität Düsseldorf. Sie schloss mit einem Magister ab. Anschließend volontierte sie bei der Rheinischen Post, für die sie 2002 als Korrespondentin nach Berlin wechselte. Dort stieg sie zur Redaktionsleiterin und zur Stellvertretenden Chefredakteurin auf. 2019 wechselte sie in gleicher Funktion zum RedaktionsNetzwerk Deutschland. Seit Januar 2023 ist sie Chefredakteurin des RND. Sie ist häufig Gast in Diskussionsrunden, unter anderem war sie bei Maybrit Illner, hart aber fair, Markus Lanz und Maischberger.
2018 veröffentlichte sie gemeinsam mit Kristina Dunz eine Biografie über Annegret Kramp-Karrenbauer, die damalige Generalsekretärin der CDU.
Eva Quadbeck ist verheiratet und hat zwei Kinder.

## Werke
- Kristina Dunz, Eva Quadbeck: Ich kann, ich will und ich werde. Annegret Kramp-Karrenbauer, die CDU und die Macht. 2019, ISBN 978-3-549-10010-3